# Buscarós
Buscarós es una entidad de población española del municipio de Capmany, perteneciente a la provincia de Gerona, en la comunidad autónoma de Cataluña.

## Geografía
El nombre del lugar puede encontrarse mencionado con las formas Buscaros, Veïnat de Buscarós y Veïnat de Bosquerós.

## Historia
A mediados del siglo XIX, el lugar, por entonces con ayuntamiento propio, tenía contabilizada una población de 58 habitantes. Aparece descrito en el cuarto volumen del Diccionario geográfico-estadístico-histórico de España y sus posesiones de Ultramar de Pascual Madoz de la siguiente manera:

BUSCAROS: l. con ayunt. de la prov. y dióc. de Gerona (7 leg.), part. jud. y adm. de rent. de Figueras (2), aud. terr. y c. g. de Barcelona (16). sit. en terreno áspero y barrancoso, su clima es mediano: tiene 11 casas, y los vec. son feligreses de las igl. de Darnius, Agullana y la Estrada. Confina el térm. N. Agullana y la Estrada; E. camino real que conduce de Figueras á la Junquera; S. Monroig y O. Darnius: el terreno es de regular calidad, y muy poblado de frondosos bosques de encinas, robles y alcornoques: le fertiliza un pequeño riach. , el cual recoge las aguas de las escasas fuentes que brotan en él. Sus caminos son de herradura y conducen á los pueblos inmediatos. prod.: centeno, maiz, patatas, aceite, corcho y pocas verduras; cria ganado de cerda y abundante caza de todas especies. comercio: esportacion de los frutos sobrantes. pobl.: 10 vec., 58 alm. cap. prod.: 897,600 rs. imp.: 22.440.
(Madoz, 1846, pp. 670-671)

En 2023 la entidad singular de población de Veïnat de Buscarós, perteneciente al municipio de Capmany, tenía empadronados 12 habitantes.